# Tratado de Libre Comercio de América del Norte
El Tratado de Libre Comercio de América del Norte (TLCAN), en inglés North American Free Trade Agreement (NAFTA) y en francés Accord de libre-échange nord-américain (ALÉNA), es una zona de libre comercio entre Canadá,  Estados Unidos y México. El Tratado permite reducir los costos para promover el intercambio de bienes entre los tres países, pero en ningún caso supone una unión aduanera.
Este acuerdo es una ampliación del antiguo Tratado de Libre Comercio de Canadá y Estados Unidos que fue firmado el 4 de octubre de 1988 para la formalización de la relación comercial entre los dos países. En 1990, el bloque entró en negociaciones para ser reemplazado por un tratado que incluyera a México.
El 10 de junio de 1990, Canadá, Estados Unidos y México acordaron establecer un tratado de libre comercio. El 5 de febrero de 1991 iniciaron las negociaciones del TLCAN; El día 11 de julio, tiene lugar la primera reunión de jefes de negociación, en Washington D. C., por parte de México el jefe negociador fue; Jaime Serra Puche, por parte de Estados Unidos de Norteamérica; Carla Hills y por parte de Canadá; Michael Wilson.
El Acuerdo Comercial fue firmado por el presidente estadounidense George H. W. Bush, el 8 de diciembre de 1992; por el primer ministro canadiense Brian Mulroney, el 11 de diciembre de 1992; y por el presidente mexicano Carlos Salinas de Gortari, el 18 de diciembre de 1992. Asimismo, los tres países lo firmaron el 19 de diciembre de 1992 y entró en vigor a partir del 10 de enero de 1994, cuando se cumplió con el procedimiento de ratificación por parte del poder legislativo de cada país que lo suscribió. 
Al firmarse el TLCAN se planteó un plazo de 15 años para la eliminación total de las barreras aduaneras entre los tres países. Además, se acordó que debían ser retiradas las restricciones existentes al comercio de varios productos, incluyendo vehículos de motor y piezas para estos, las computadoras, los textiles y la agricultura. El tratado también protege los derechos de propiedad intelectual (patentes, derechos de autor y marcas comerciales) y destacó la eliminación de las restricciones de inversión entre los tres países.  Medidas sobre protección de los trabajadores y el medio ambiente se añadieron después tras acuerdos complementarios firmados en 1992.
A diferencia de la Unión Europea, el TLCAN no crea un conjunto de organismos gubernamentales supranacionales ni crea un cuerpo de leyes por encima de las leyes nacionales de cada país. El TLCAN es un tratado en virtud del derecho internacional. Bajo las leyes de los Estados Unidos, se clasifica como un acuerdo ejecutivo del Congreso, lo que refleja un sentido peculiar del término «tratado» en el derecho constitucional de los Estados Unidos, donde el mismo no queda sujeto a las prácticas del derecho internacional o sujeto a las leyes de otros Estados.
Hay quienes sostienen que este tratado para el comercio regional en América del Norte benefició a la economía mexicana, y ayudó a enfrentar la competencia planteada por Japón y la Unión Europea. Sin embargo, otros argumentan que Canadá y México se convirtieron en «colonias» de los EE. UU., y que, como consecuencia del TLCAN, aumentó la pobreza en México y agravó el desempleo en los EE. UU. Hacer el dólar la única moneda en las transacciones comerciales entre los socios del TLCAN implicó una seria resistencia por parte de la sociedad mexicana e incluso por ciertos sectores del gobierno donde existía el miedo a la pérdida de la identidad nacional mexicana. Hasta el 2009, el proceso de integración fue completado, si bien México está más ligado a los Estados Unidos que a Canadá.
El 30 de septiembre de 2018, se anunció que Estados Unidos, México y Canadá habían llegado a un acuerdo para reemplazar el TLCAN con el Tratado entre México, Estados Unidos y Canadá (T-MEC o USMCA por sus siglas en inglés). El T-MEC, firmado el 30 de noviembre de ese año, es el resultado de la renegociación del TLCAN que los Estados miembros realizaron entre 2017 y 2018. El nuevo tratado de libre comercio entró en vigor definitivamente el 1 de julio de 2020.  

## Objetivos
Los objetivos del tratado son: 
Acceso a los mercados: El T-MEC establece reglas para promover el acceso equitativo y justo a los mercados de los tres países. Incluye la eliminación o reducción de aranceles para numerosos productos, lo que facilita el comercio entre las partes.
Reglas de origen: El acuerdo incluye reglas más estrictas sobre el origen de los productos que se comercian en la región. Estas reglas establecen los criterios que un producto debe cumplir para calificar como originario de México, Estados Unidos o Canadá y así poder beneficiarse de las preferencias arancelarias.
Comercio digital: El T-MEC aborda el comercio digital y establece reglas para facilitar el flujo transfronterizo de datos y la protección de la privacidad. También prohíbe la imposición de aranceles a las transmisiones electrónicas y garantiza la no discriminación de productos y servicios digitales.
Propiedad intelectual: El acuerdo fortalece la protección de los derechos de propiedad intelectual, incluyendo patentes, derechos de autor, marcas registradas y secretos comerciales. También establece estándares para combatir la piratería y la falsificación.
Laboral: El T-MEC incluye disposiciones laborales más robustas en comparación con el TLCAN. Establece normas laborales más sólidas, promueve la libertad de asociación y el derecho a la negociación colectiva, así como la eliminación de la discriminación laboral.
Medio ambiente: El acuerdo incluye capítulos ambientales que buscan promover la conservación y el uso sostenible de los recursos naturales. Establece obligaciones para abordar temas como la contaminación del aire y del agua, la conservación de la biodiversidad y la pesca ilegal.
Solución de controversias: El T-MEC establece un mecanismo de solución de controversias actualizado que busca resolver las disputas comerciales de manera más eficiente y transparente. Incluye paneles independientes para la resolución de conflictos. Se resume en los siguientes puntos:
(a) Eliminar y superar obstáculos al comercio y facilitar la circulación trilateral de bienes y de servicios entre los territorios de las partes.
(b) Promover condiciones de competencia leal en la zona de libre comercio.
(c) Aumentar sustancialmente las actividades de inversión en los territorios de las partes.
(d) Proteger y hacer valer adecuadamente los derechos de propiedad intelectual en territorio de cada una de las partes.
El tratado estableció una serie de instituciones de tipo trinacional para administrar y vigilar la correcta implementación de las disposiciones del tratado. Entre ellas se cuentan:
La Comisión de Libre Comercio; Un Grupo de coordinadores del TLCAN; Grupos de trabajo y comités del TLCAN; Un Secretariado del TLCAN; Una Comisión para la Cooperación Laboral; y una Comisión para la Cooperación Ambiental.
Hacer que todos sean parte del mismo tratado.

## Desgravación arancelaria
Con respecto a alcanzar objetivo del TLCAN de eliminar las barreras al comercio y la inversión entre los EE. UU., Canadá, y México, en la implementación del TLCAN a partir del 1 de enero de 1994 estableció cinco etapas de desgravación arancelaria. 
- Primera: Los aranceles aduaneros sobre los bienes comprendidos en las fracciones de la categoría de desgravación A en la lista de desgravación de una Parte se eliminarán por completo y dichos bienes quedarán libres de arancel aduanero a partir del 1 de enero de 1994;
- Segunda: Los aranceles aduaneros sobre los bienes comprendidos en las fracciones de la categoría de desgravación B en la lista de desgravación de una Parte se eliminarán en 5 etapas anuales iguales a partir del 1 de enero de 1994, y dichos bienes quedarán libres de arancel aduanero a partir del 1 de enero de 1998;
- Tercera: Los aranceles aduaneros sobre los bienes comprendidos en las fracciones de la categoría de desgravación c en la lista de desgravación de una Parte se eliminarán en 10 etapas anuales iguales a partir del 1 de enero de 1994, y dichos bienes quedarán libres de arancel aduanero a partir del 1 de enero de 2003;
- Cuarta: Los aranceles aduaneros sobre los bienes comprendidos en las fracciones de la categoría de desgravación C+ en la lista de desgravación de una Parte se eliminarán en 15 etapas anuales iguales a partir del 1 de enero de 1994, y dichos bienes quedarán libres de arancel a partir del 1 de enero de 2008;
- Quinta: Los aranceles aduaneros sobre los bienes comprendidos en las fracciones de la categoría de desgravación D en la lista de desgravación de una Parte continuarán recibiendo trato libre de impuestos y de propiedad legislativa y evitar los conflictos entre los países de EE. UU., Canadá y México.[7]

## Análisis
El TLCAN ha estado en debate desde su implementación en 1994. Por una parte, hay una serie de organizaciones sociales y personas que han mostrado su desacuerdo basándose en que el Tratado ha desmantelado la industria nacional y ha traído muchos problemas a México por ser un país no anglosajón, por ejemplo, el presidente de Estados Unidos Donald Trump ha demostrado su disconformidad al Tratado, pero al mismo tiempo, una serie de organismos empresariales lo han defendido.
- México se beneficia de las inversiones de Estados Unidos, y hay dos posturas en cuanto a si la participación de México en el Tratado es beneficiosa en gran medida o solo marginal. El Tratado también permite la exportación de Estados Unidos hacia México de autos retirados lo que permite a muchos mexicanos contar con un automóvil propio.[9]

- Estados Unidos importa energía de ambos países y además, la pertenencia al grupo le facilita el ingreso de sus productos a estos mercados.

Para México el Tratado permite que la industria que se reconfigura para atender las necesidades del mercado de Estados Unidos tenga acceso a tecnologías modernas lo que permite elevar su productividad. Sin embargo, aquellas empresas establecidas en México que no están figuradas para atender el mercado de Estados Unidos quedan en desventaja, ya que  no cuentan con la tecnología necesaria para ser competitivas frente a las empresas norteamericanas cuyo capital humano y uso recurrente de tecnología de punta reduce costos y aumenta la productividad.
En el marco del TLCAN, el incremento de las exportaciones mexicanas fue menor que el de sus importaciones, compuestas en un 70% por bienes intermedios; el PIB per cápita creció apenas un 1.7% promedio entre 1994 y 2000; las remuneraciones medias reales bajaron un 2.6%; las desigualdades en la distribución del ingreso aumentaron considerablemente. México es el segundo mercado para las exportaciones de los EE. UU. (15.7% del total) y su segunda fuente de importaciones (13.4% del total).  El interés por México se justifica porque Estados Unidos prevé un aumento de sus importaciones de petróleo para los próximos años y México es uno de los principales países exportadores de petróleo fuera de la OPEP. El petróleo y el gas natural que se explotan en la costa del golfo constituyen la principal fuente de ingresos de México, representando solamente el petróleo el 32% del total de los recursos. Más de la mitad de la producción procede de los yacimientos marinos del golfo de México. Las reservas encontradas se estiman en aproximadamente 8000 millones de toneladas. El Tratado permite que los productores o asociaciones de productores tengan derecho a señalar casos de dumping. Y aplicar medidas antidumping, denunciar subsidios, si es que se demuestra que el país vecino lo emplea, aplicar derechos compensatorios, o denunciar algún otro daño.
En el caso de México, la tasa nacional de pobreza fue mayor en 2018 que en 1994. Durante este período, México se ubicó en el puesto 15 de 20 países latinoamericanos en términos de crecimiento del PIB per cápita. Casi cinco millones de agricultores han perdido sus empleos, incapaces de competir con el maíz estadounidense subsidiado. Esta perturbación contribuyó a un fuerte aumento de la emigración a los Estados Unidos entre 1994 y 2000.

## Resultados
Desde su implementación en 1994, el TLCAN ha estado en el centro de la controversia. Sus críticos señalan que afectó sectores clave de la industria nacional mexicana, como el agrícola, porque generó un aumento en el ingreso de productos agrícolas de EE. UU. al mercado nacional que compitió con los productos nacionales. Así como la pérdida masiva de empleos generada en el sector maquilador en EE. UU., debido a que muchas compañías ahora prefieren instalar sus ensambladoras atraídas por la mano de obra barata y la cercanía geográfica. Y dichas fábricas obtienen grandes ganancias de estas ventajas.
El Tratado por su envergadura ha generado beneficios para los países, pero también perjuicios económicos en algunos sectores. Según diferentes análisis el nivel de pobreza extrema de México subió rápidamente desde la implantación del acuerdo en 1994, pasando de un 16% a un 28% solo en los primeros cinco años. Cinco millones de campesinos abandonaron sus tierras, elevando el desempleo urbano en México y aumentando la migración de campesinos a EE. UU., generando presiones políticas en el gobierno de EE. UU. y muchas críticas al gobierno de México.
El aumento en los flujos migratorios responde a diversas causas, una de ellas es que México ha tenido problemas para que el crecimiento económico se mantenga y esto a su vez, no ha permitido que se presenten las condiciones para la generación de empleos formales; lo cual deriva en incremento del número de personas que se dedican al empleo informal. Así, la diferencia en los salarios de México respecto a los de EE. UU. se hace más grande y el interés de los mexicanos por ir a trabajar al país vecino, más frecuente.
Otro aspecto en la cuestión migratoria es que: 
(…) Tras la firma del TLCAN, sus tres Estados integrantes no han logrado una cohesión regional que les permita abordar procesos socioeconómicos, entre ellos la migración, a pesar de la existencia de fuertes interconexiones económicas y políticas. Además, no se ha avanzado en la institucionalización de la relación trilateral debido a diferentes factores, que van desde el desinterés por parte de gobernantes [,] hasta la oposición de fuerzas internas (grupos políticos o sindicatos, por citar algunas) (…)
Con la firma del TLCAN, México incrementó considerablemente sus exportaciones, principalmente hacia EE. UU. Hubo un aumento de 31.1 a 94.6 millones de dólares solo en el lapso de 1991 a 1998, convirtiéndose en el segundo socio comercial de la Unión Americana. De acuerdo con él Banco Mundial, las exportaciones de México entre 1994 y 2003 hubieran sido un 25% más bajas sin el tratado. Sin embargo, esto provocó que aumentara la dependencia comercial de un solo destino.
El tratado no ha conseguido un crecimiento dinámico de la economía mexicana, pero sí ha conseguido que México se vuelva más dependiente de la economía norteamericana, antes y después de los procesos de la firma del TLCAN, los flujos de IED [Inversión Extranjera Directa] hacia México provenían y provienen principalmente de Estados Unidos, 61.5% del total de la IDE en el periodo 1980-1993, y de 51.6% del total para el periodo 1994-2012 (…), aunque se diversificó la procedencia de la inversión, el país sigue siendo dependiente de lo que ocurra con la economía norteamericana.
Otro problema que se suscita con la Inversión Extranjera Directa, es que amplía la desigualdad entre las entidades federativas. Las inversiones más importantes se hacen en donde hay una mayor infraestructura productiva, pues las empresas requieren de vías de comunicación eficientes, para que haya una rápida movilidad y que sus mercancías circulen. Ejemplo: Ciudad de México, Nuevo León, Estado de México y Chihuahua. En cambio, las entidades que menor IED han recibido son: Chiapas, Tlaxcala, Zacatecas, Oaxaca, etc., que son las de infraestructuras menos desarrolladas.
En México, el sector del aparato productivo beneficiado ha sido muy limitado y corresponde al que se vincula con "la innovación y la modernización tecnológica, mientras que la otra parte, que es la gran mayoría de las unidades económicas, tienen baja productividad y capacidad para absorber el cambio tecnológico.
Anterior al Tratado, México sostenía las exportaciones en el rubro del petróleo. Posteriormente, con la liberalización económica, las exportaciones ya no fueron expresamente de petróleo, sino también de productos manufacturados como: partes para automóvil, computadoras, equipos eléctricos, entre otros. No obstante, el problema fue que el desarrollo no abarcó a todas las actividades productivas de México. Sí hubo sectores con mayor presencia en los mercados internacionales, pero otros se retrajeron.
Se suponía que, mediante la apertura a la inversión extranjera directa y la expansión de las exportaciones, en México se generaría un dinamismo económico tal, que haría posible reducir la diferencia entre el PIB per cápita mexicano y el estadounidense. Sin embargo ocurrió lo contrario.
Respecto al ámbito jurídico:
(…) La cláusula o principio que se convierte en norma del trato nacional del TLCAN, junto con las disposiciones ordinarias establecidas en México rompieron y siguen rompiendo con el orden constitucional, a partir de que es la Constitución la que se ha adaptado al Tratado, y no esté a la Constitución, como las voces oficiales del momento 1992-1994 propalaron (…)
El presidente de los Estados Unidos de América por él Partido Republicano, Donald Trump, anunció durante la campaña electoral que buscaría renegociar el tratado de libre comercio con el gobierno de México y que, de no lograr un acuerdo satisfactorio para los intereses del país, su gobierno se podría retirar del TLCAN.
México también ha advertido que podría abandonar el TLCAN, si es que no logra obtener mayores beneficios en la renegociación, en respuesta al presidente Donald Trump, que comenzaría pronto la renegociación del TLCAN con Canadá y México. El presidente Enrique Peña Nieto, anunció un plan de diversificación comercial con otros países, que incluye negociar pactos bilaterales con otros países del mundo.
En septiembre de 2018, se anunció que Estados Unidos, México y Canadá habían llegado a un acuerdo para reemplazar el TLCAN con el Tratado entre México, Estados Unidos y Canadá (T-MEC o USMCA por sus siglas en inglés)